# A.D. Police: To Protect and Serve
A.D. Police: To Protect and Serve (яп. アドバンスドポリス Адобансудо Порису, рус. «Эй Ди Полиция: Защищать и спасать») — японский телевизионный аниме-сериал, созданный студией Anime International Company. Впервые демонстрировался в Японии в 1999 году на канале TV Tokyo.
Действие сериала происходит в недалёком будущем. Сюжет повествует о работе специального отдела полиции, занимающегося расследованием преступлений, в которых вовлечены роботы. Сериал является приквелом к аниме Bubblegum Crisis Tokyo 2040, ремейку оригинального OVA 1989 года Bubblegum Crisis. Ранее, в 1990 году, выпускался другой 3-серийный OVA-сериал о действиях того же отдела полиции — A.D. Police Files.

## Мир
В 1999 году Токио был полностью уничтожен в результате мощного землетрясения и сравнялся с землёй. Население и государство переехали в провинцию, т.к решили, что город невозможно восстановить. Но всё изменилось, когда новая корпорация «Геном» начала выпускать киборгов и роботов под названием VOOMERS. К 2005 году Токио был восстановлен как «Мегатокио» и полностью оказался под контролем «Генома».

## Сюжет
Сюжет разворачивается вокруг 2-х главных героев — Сасаки Кэндзи и Ганса Клайфа, двух молодых A.D. полицейских, которые вынуждены работать вместе и ловить роботов-преступников VOOMERS. Кэндзи — одиночка, который известен отсутствием навыка командной работы. Именно такое отношение приводило ко множественным травмам и даже смертям предыдущих напарников. Его предыдущий напарник Пауль был тяжело ранен при исполнении их последней миссии и после этого добровольно отказался от партнёрства с Кэндзи. Когда Кэндзи приходит в бар, он устраивает драку с неизвестным человеком. На следующий день ему дают нового партнёра Ганса, и это оказывается тот самый человек из бара.
На протяжении всей истории Кэндзи, Ганс и другие члены полиции борются против главного злодея сериала — Лиам Флетчер, охотятся на преступников-роботов, а также противостоят преступности Мегатокио. Сериал так же отражает сложный процесс развития партнёрских отношений между Кэндзи и Гансом. Отношения между иными членами полиции тоже играют немаловажную роль.

## Персонажи
Сасаки Кэндзи — волк-одиночка, который избегает контакта с людьми. Полагает, что может делать всё сам без посторонней помощи. Очень сильный и спокойный тип, но часто выходит так, что его напарники подвергаются лишней опасности. Характер его раскрывается в ходе развития отношений с его девушкой Кёко и напарником Гансом.
Сэйю: Сусуму Тиба
Ганс Клайф — в прошлом служил в полиции Германии, но был переведён в отдел A. D. До этого потерял память вследствие аварии. Благодаря лёгкому характеру и чувству юмора, сумел постепенно войти в контакт с Кэндзи, хотя сначала они не поладили.
Сэйю: Такуми Ямадзаки
Хидэаки Курата — офицер полиции, отказывающийся от любых предложений по повышению, если из-за этого ему придётся заняться канцелярской работой. Заботится о членах своей команды и отказывается оставлять их.
Сэйю: Симпати Цудзи